# Aduana de Oribe
La Aduana de Oribe es un edificio histórico de la ciudad de Montevideo, el cual alberga un museo militar dependiente del Ejército Nacional de la República Oriental del Uruguay. Está ubicado en la Rambla Armenia al 3975.

## Historia
En 1843 durante la Guerra Grande el Gobierno del Cerrito presidido por Manuel Oribe instala una Aduana en el Puerto del Buceo, segundo puerto en Montevideo, principal  entrada y salida de productos de Uruguay, para el ejército sitiador. La guerra se extendió entre el 10 de marzo de 1839 y el 8 de octubre de 1851, fecha en el que se firmó la paz.
En la actualidad, en dicho edificio se alberga el Museo del Arma de Ingenieros y Batallón Simbólico "20 de diciembre de 1915" del arma de Ingenieros del Ejército Nacional.

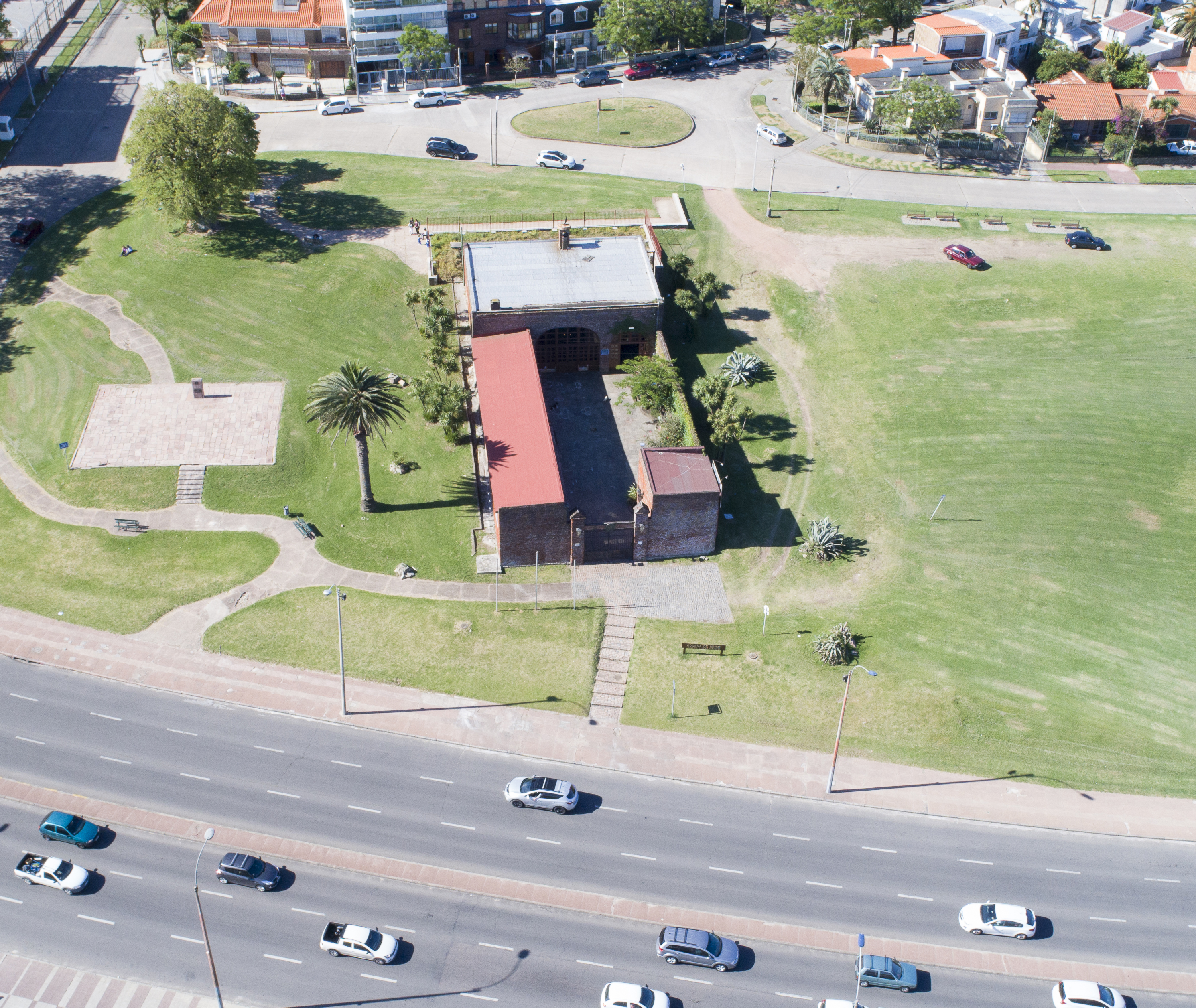
Aduana de Oribe toma aérea, desde el Buceo